# Suojelupoliisi
La Suojelupoliisi (Skyddspolisen in svedese), in acronimo Supo e conosciuta in ambito internazionale come Finnish Security Intelligence Service, è la forza di polizia finlandese incaricata della sicurezza nazionale e agenzia di intelligence del Paese.
Il personale dell'agenzia è composto da circa 420 dipendenti. L'agenzia è specializzata nella prevenzione delle minacce alla sicurezza e partecipa attivamente alla tutela della democrazia parlamentare, nonché alla protezione degli interessi della nazione.
La SuPo è stata costituita nel 1949 per sostituire il suo predecessore, la Valtiollinen Poliisi (Polizia di Stato) abbreviata con il termine Valpo.
I compiti principali della SuPo includono la lotta al terrorismo, il controspionaggio, la prevenzione di minacce alla sicurezza interna alla nazione, il lavoro predittivo di sicurezza e di guardia. La SuPo partecipa inoltre alla lotta al crimine internazionale, fornendo servizi esperti per il controspionaggio industriale e per la verifica del background personale. Ad esempio, i rifugiati vengono investigati dalla SuPo per determinare se sono stati vittime di persecuzioni nel loro paese natale, e le corporazioni finlandesi possono richiedere assistenza nella prevenzione dello spionaggio industriale.
La SuPo non possiede unità tattiche speciali. Questi compiti vengono svolti dalla Karhu-ryhmä, l'unità per compiti speciali della polizia finnica.